# Meredith Whittaker
Meredith Whittaker és la presidenta de la Fundació Signal i forma part del seu consell d'administració. Abans va ser professora de recerca de Minderoo a la Universitat de Nova York (NYU) i cofundadora i directora de la facultat de l'⁣AI Now Institute. També va exercir com a assessora sènior en intel·ligència artificial (IA) de la presidenta Lina Khan de la Comissió Federal de Comerç. Whittaker va ser treballadora a Google durant 13 anys, on va fundar el grup de recerca oberta de Google i va cofundar l'M-Lab. El 2018, va ser l'organitzadora principal de Google Walkouts i va renunciar a treballar a l'empresa el juliol de 2019.

## Primera vida i educació
Whittaker va completar la seva llicenciatura en retòrica a la Universitat de Califòrnia, Berkeley.

## Recerca i carrera
Whittaker és presidenta de la fundació Signal i forma part del seu consell d'administració. Abans va ser professora de recerca de Minderoo a la NYU i directora de la facultat de l'AI Now Institute de la NYU.
Es va unir a Google el 2006. Allà va fundar Google Open Research, que va col·laborar amb les comunitats acadèmiques i de codi obert en temes relacionats amb la mesura de la neutralitat de la xarxa, la privadesa, la seguretat i les conseqüències socials de la intel·ligència artificial. Whittaker va ser ponent a la Cimera Mundial sobre IA del 2018. També va escriure per a la Unió Americana de Llibertats Civils.
Whittaker va cofundar M-Lab, un sistema de mesurament de xarxa distribuït globalment que proporciona la font de dades obertes més gran del món sobre el rendiment d'Internet. També ha treballat àmpliament en temes de validació de dades, privadesa, les implicacions socials de la intel·ligència artificial, l'economia política de la tecnologia i els moviments laborals en el context de la tecnologia i la indústria tecnològica. S'ha pronunciat sobre la necessitat de privadesa i contra el debilitament del xifratge. Ha assessorat a La Casa Blanca, la Comissió Federal de Comunicacions (FCC), la Comissió Federal de Comerç (FTC), la ciutat de Nova York, el Parlament Europeu i molts altres governs i organitzacions de la societat civil sobre intel·ligència artificial, polítiques d'Internet, mesura, privadesa i seguretat.

### AI Now
Whittaker és la cofundadora i antiga directora de la facultat de l'⁣AI Now Institute de la Universitat de Nova York (NYU), un institut universitari líder dedicat a investigar les implicacions socials de la intel·ligència artificial i les tecnologies relacionades que va iniciar amb Kate Crawford el 2017 després d'un simposi organitzat per la Casa Blanca. AI Now està associat amb la New York University Tandon School of Engineering, la New York University Center for Data Science i Partnership on AI. També ha elaborat informes anuals que examinen les implicacions socials de la intel·ligència artificial, inclosos els biaixos, els drets i les llibertats.

### Testimoni al Congrés

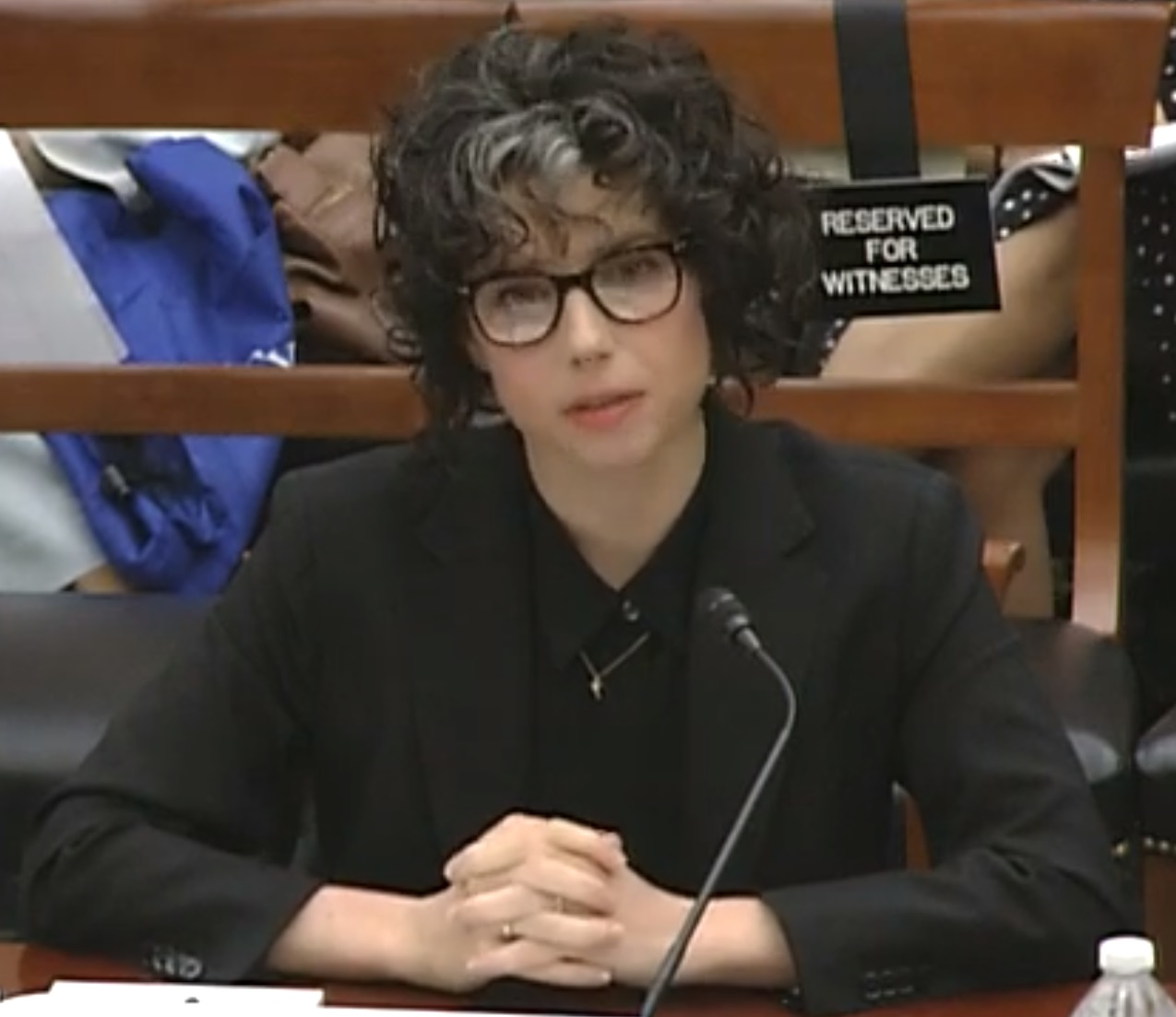
Whittaker testificant davant el House Science, Space, and Technology Committee el 2019

Whittaker va testificar davant el Congrés, inclòs el testimoni al Comitè de Ciència, Espai i Tecnologia de la Cambra dels Estats Units sobre "Intel·ligència artificial: Implicacions socials i ètiques" el juny de 2019. En el seu testimoni, Whittaker va assenyalar investigacions i casos que mostren que els sistemes d'IA poden consolidar el biaix i replicar patrons nocius. Va demanar protecció per als treballadors tecnològics denunciants, argumentant que la centralitat de la tecnologia a les institucions socials bàsiques i l'opacitat del desplegament tecnològic feien que aquestes divulgacions fossin crucials per a l'interès públic.
Va declarar davant el Comitè de Supervisió de la Cambra sobre "Tecnologia de reconeixement facial: garantir la transparència i la precisió comercials" el gener de 2020. Va destacar els problemes estructurals amb el reconeixement facial i l'economia política de la indústria, on aquestes tecnologies són utilitzades per actors poderosos sobre actors menys poderosos de maneres que poden consolidar la marginació. Va argumentar que el "biaix" no era la preocupació principal, va advertir contra una confiança excessiva en auditories tècniques que es podrien utilitzar per justificar l'ús de sistemes sense abordar problemes estructurals com l'opacitat dels sistemes de reconeixement facial i la dinàmica de poder que assistir al seu ús. El seu testimoni també va assenyalar la manca de suport científic sòlid per a algunes de les afirmacions que fan servir els venedors privats i va demanar que s'aturi l'ús d'aquestes tecnologies.

### Comissió Federal de Comerç
El novembre de 2021, Lina Khan va confirmar que Whittaker es va unir a la Comissió Federal de Comerç dels Estats Units com a assessora principal sobre intel·ligència artificial a la càtedra. Un cop anunciada com a presidenta de Signal, a principis de setembre de 2022, va revelar el final del seu mandat a la FTC.

### Signal
El 6 de setembre de 2022, Whittaker va anunciar que esdevindria presidenta de Signal el 12 de setembre. Signal va descriure aquest nou paper com "una nova posició creada en col·laboració amb el lideratge de Signal".

## Activisme
L'any 2018, Whittaker va ser una de les principals organitzadores de Google Walkouts, amb més de 20.000 empleats de Google que van organitzar-se internacionalment per protestar contra la gestió de Google amb relació a denúncies de mala conducta sexual i vigilància ciutadana; van llançar una sèrie de demandes, algunes de les quals eren conegudes per Google.
La protesta va ser provocada pel pagament de 90 milions de dòlars de Google a Andy Rubin, que havia estat acusat de mala conducta sexual, i la participació de l'empresa amb Project Maven. Més de 3.000 empleats de Google van signar una petició contra Project Maven, un contracte entre l'exèrcit nord-americà i Google, en el qual Google havia de desenvolupar tecnologies de visió artificial per al programa de drons dels EUA. Després de les protestes, Google no va renovar el contracte de Maven.
Va formar part del moviment que va demanar que Google replantegés el seu consell d'ètica d'IA després del nomenament de Kay Coles James, la presidenta de The Heritage Foundation, que ha lluitat contra els drets del col·lectiu LGBT. Whittaker va afirmar que s'enfrontava a represàlies de Google i va escriure en una carta oberta que se li havia dit que "abandonés el seu treball" sobre l'aplicació de l'ètica en tecnologia a l'⁣AI Now Institute.
En una nota compartida internament després de la seva renúncia, Whittaker va demanar als treballadors tecnològics que "s'unissin d'una manera que funcionés, protegissin els objectors de consciència i els denunciants, exigissin saber en què estaven treballant i com s'utilitzava, per crear solidaritat amb altres treballadors tecnològics més enllà de la vostra pròpia empresa".
Whittaker promou l'organització a Silicon Valley i la lluita contra l'assetjament sexual, la desigualtat de gènere i el racisme al sector tecnològic.

## Publicacions seleccionades
- Whittaker, Meredith (November - December 2021). “The Steep Cost of Capture”. Interactions, Volume 28, Issue 6. pp 50–55. https://doi.org/10.1145/3488666
- Vgontzas Nantina; Whittaker, Meredith. (January 29, 2021). “These Machines Won’t Kill Fascism: Toward a Militant Progressive Vision for Tech”. The Nation. https://www.thenation.com/article/society/tech-labor-progressive/
- Sadowski, Jathan; Viljoen, Salomé; Whittaker, Meredith. “Everyone should decide how their digital data are used — not just tech companies”. Nature (2021). https://doi.org/10.1038/d41586-021-01812-3
- Whittaker, Meredith; Alper, Meryl; Bennett, Cynthia L.; Hendren, Sara; Kaziunas, Elizabeth; Mills, Mara; Ringel Morris, Meredith; Rankin, Joy; Rogers, Emily; Salas, Marcel; West, Sarah Myers. (November 2019) "Disability, bias, and AI". Arxivat 2023-04-04 a Wayback Machine. AI Now Institute. https://ainowinstitute.org/disabilitybiasai-2019.html Arxivat 2023-04-04 a Wayback Machine.
- West, Sarah Myers; Whittaker, Meredith; Crawford, Kate. (April 2019). “Discriminating Systems: Gender, Race, and Power in AI” Arxivat 2023-03-28 a Wayback Machine.. AI Now Institute. https://ainowinstitute.org/Discriminatingsystems.html Arxivat 2023-03-28 a Wayback Machine.
- Reisman, Dillon; Schultz, Jason; Crawford, Kate; Whittaker, Meredith (April 2018). "Algorithmic impact assessments: A practical framework for public agency accountability." Arxivat 2023-04-04 a Wayback Machine. AI Now Institute. https://ainowinstitute.org/aiareport2018.html Arxivat 2023-04-04 a Wayback Machine.
- Yuste, R., Goering, S., Arcas, B. et al. "Four ethical priorities for neurotechnologies and AI." Nature (2017). https://doi.org/10.1038/551159a